# Bò kho
Le bò kho est un plat mijoté de bœuf populaire au Viêt Nam,,,,,. C'est une recette inspirée de plats occidentaux arrangée au goût des Vietnamiens.
Le bouillon est parfumé à la badiane et à la citronnelle,. Il est servi avec du riz blanc, de la baguette encore chaude ou des nouilles de riz (hủ tiếu).
Il existe de nombreuses variantes de ce plat : certaines contiennent des tomates fraîches ou du concentré de tomates, des graines de roucou, de la poudre de curry ou encore de la bière.

## Source de la traduction
- (es) Cet article est partiellement ou en totalité issu de l’article de Wikipédia en espagnol intitulé « Bò kho » (voir la liste des auteurs).